# Frisksport
Tidningen med samma namn, se Frisksport (tidning)
Frisksport är livsföring ursprungligen syftande till bevarad hälsa och fysiskt, psykiskt och socialt välbefinnande genom enkelt och sunt kosthåll, friluftsliv och kroppsövningar.

## Historia

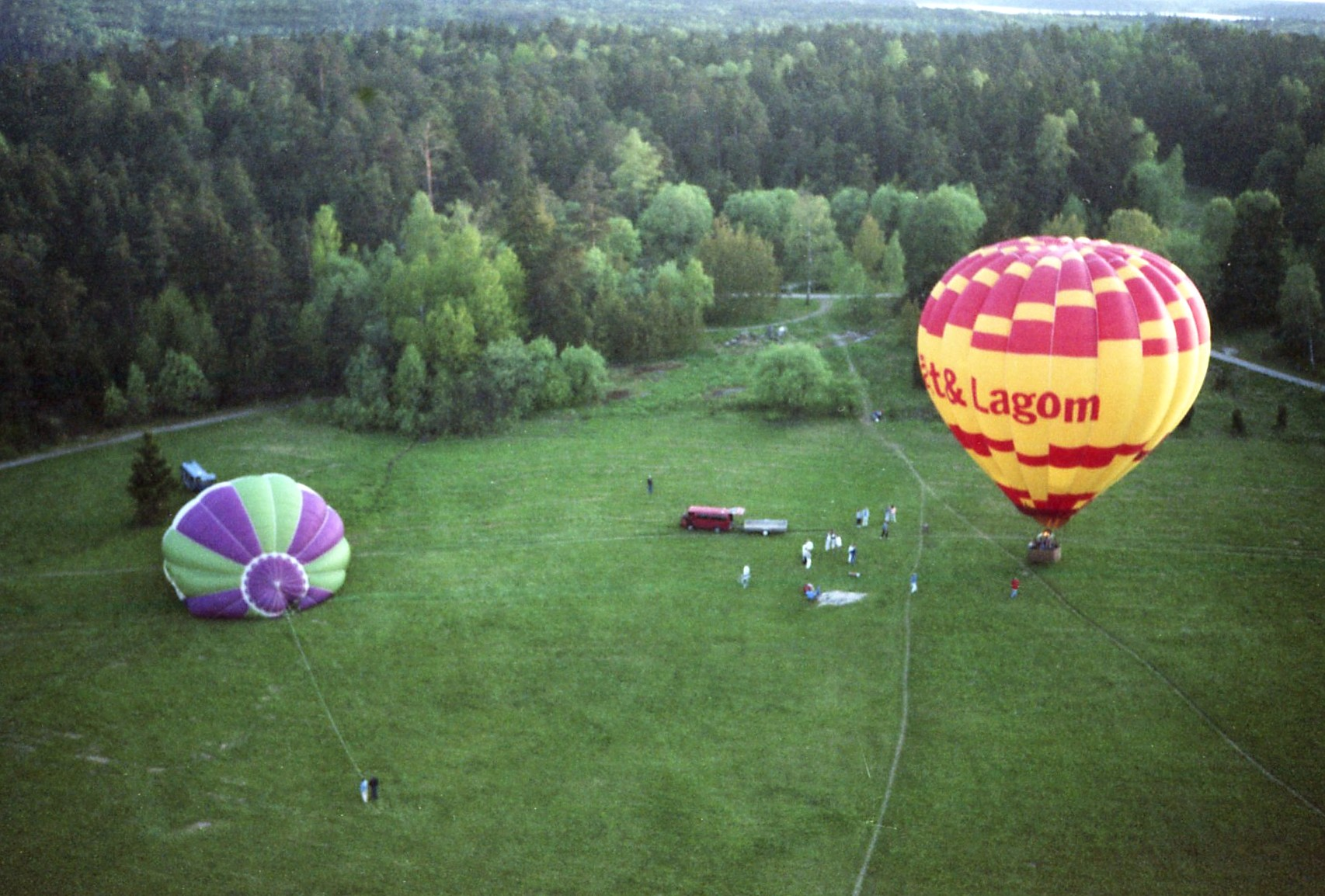
Grimstafältet är ett exempel på ett frisksportsfält i västra Stockholm.

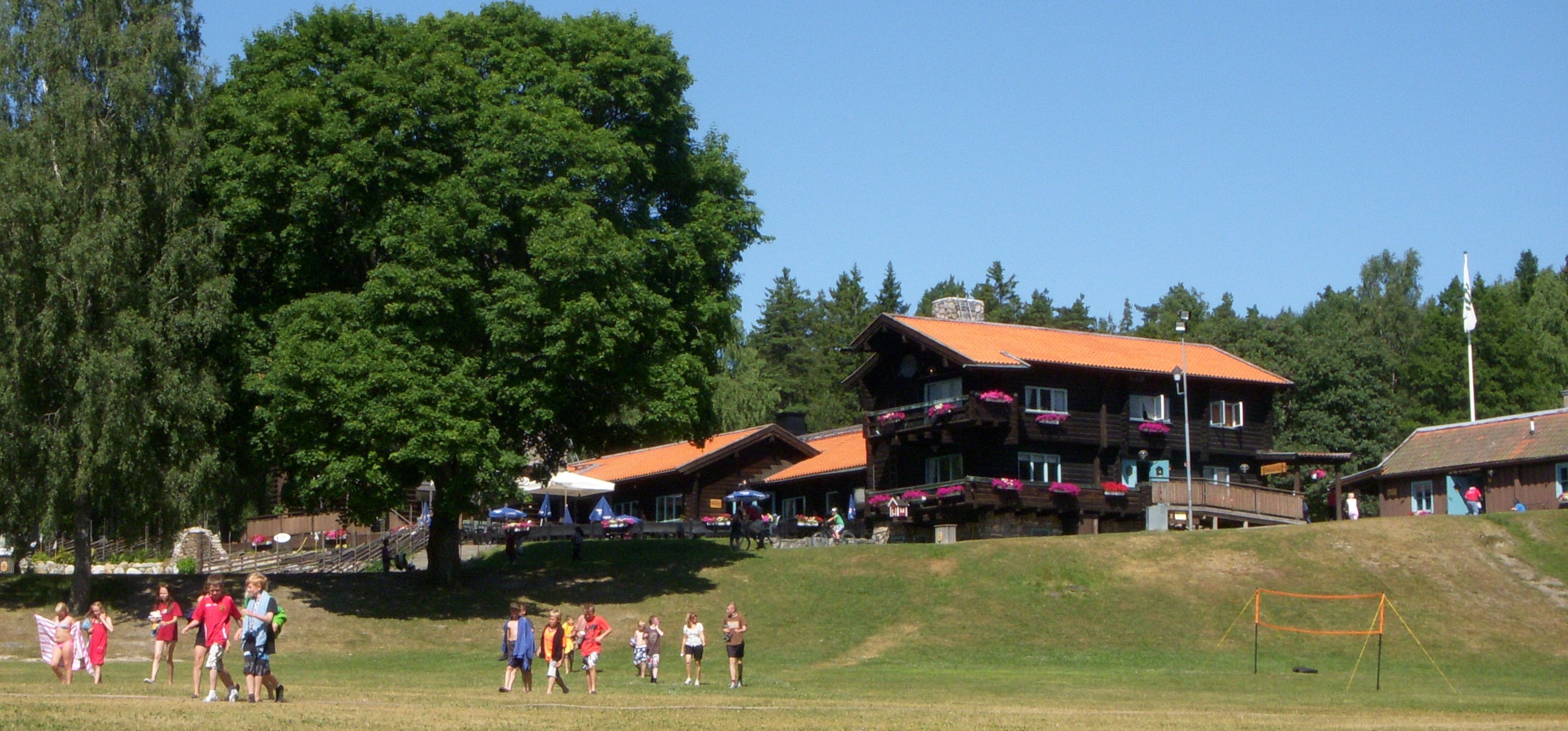
Lida friluftsgård är ett exempel på en anläggning för friluftsliv i södra Stockholm.

Ordet frisksport användes första gången år 1924 i tidningen Swing av konstnären Marcus Hentzel. Marcus och hans bror Roland Hentzel blev rörelsens pionjärer i Sverige. Deras inspirationskälla var den amerikanska Physical Culture-rörelsen som bildats av Bernarr MacFadden vid sekelskiftet. Även den tyska Wandervogel-rörelsen med dess betoning på det enkla livets värden togs som föredöme för den svenska frisksporten. Physical Culture-rörelsen beskrev "vår kropp som vår underbaraste egendom" och var helt inriktad på vikten av kroppens skötsel. Denna inställning kom i början av 1900-talet att prägla rörelsen även i Sverige med muskeldyrkan och frigymnastik. Friluftsliv och camping omhuldades redan från starten. 
Ett första landsförbund, Svenska Frisk och Kraftsportarförbundet bildades i Stockholm år 1928 men fick en kort livslängd. År 1931 bildas ett nytt frisksportförbund, Järnringen, med en kvinnlig motsvarighet i Silverringen. Ingen av rörelserna hade någon större framgång under sina första år. Det rådde en splittring mellan anhängarna så ytterligare en riksorganisation bildades år 1935, Förbundet för Fysisk Fostran. En stark muskeldyrkan och interna stridigheter präglade den första tiden. År 1936 slogs Järnringen, Silverringen och Förbundet för Fysisk Fostran ihop och bildade Svenska Frisksportförbundet. 
Stridigheterna var dock inte över. År 1935 presenterade Are Waerland en lakto-vegetarisk näringslära. Han förespråkade kokt potatis, råa grönsaker, frukter och kruska (en hälsogröt bestående av korngryn, vetekli, russin och vatten). Waerland och hans anhängare bröt sig efter långvariga diskussioner ur Frisksportförbundet och bildade Allnordisk frisksport, senare omdöpt till Allnordiska förbundet för folkhälsa och sedan 1958 verksamt som Hälsofrämjandet.